# Capáez (Adjuntas)
Capáez è una circoscrizione del comune di Adjuntas, a Porto Rico. Al censimento del 2010 aveva una popolazione di 1 054 abitanti, distribuiti su un'area di 9,49 km².

## Società

### Etnie e minoranze straniere
Dei 1 054 abitanti, il 93,55% è formato da bianchi, il 3,7% da afroamericani, l'1,52% da altre razze e l'1,23% apparteneva a due o più razze. Della popolazione totale il 99,34% era ispanico o latino di qualsiasi razza.